# Mundial de Dobles Mixtos de 2022
El Mundial de Dobles Mixtos de 2022 (conocido en inglés y por motivos de patrocinio como 2022 BetVictor World Mixed Doubles) fue un torneo de snooker, profesional, de invitación y por parejas, que se celebró en el Marshall Arena de la ciudad inglesa de Milton Keynes entre el 24 y el 25 de septiembre de 2022. Neil Robertson y Mink Nutcharut, que se impusieron (4-2) a Mark Selby y Rebecca Kenna en la final, se proclamaron campeones.

## Resultados

### Fase de grupos
Se disputó primero una fase de grupos, en la que se enfrentaron todos contra todos. Recalcada en negrita figura la pareja ganadora de cada partido:
| Pos. | Jugadores                      | PG | PE | PP | TMA | MG |
| ---- | ------------------------------ | -- | -- | -- | --- | -- |
| 1.   | Mark Selby Rebecca Kenna       | 3  | 0  | 0  | 134 | 9  |
| 2.   | Neil Robertson Mink Nutcharut  | 1  | 0  | 2  | 74  | 6  |
| 3.   | Ronnie O'Sullivan Reanne Evans | 1  | 0  | 2  | 111 | 5  |
| 4.   | Judd Trump Ng On-yee           | 1  | 0  | 2  | 75  | 4  |

| O'Sullivan/Evans 1-3 Trump/On-yee Selby/Kenna 3-1 Robertson/Mink O'Sullivan/Evans 3-1 Robertson/Mink Trump/On-yee 1-3 Selby/Kenna O'Sullivan/Evans 1-3 Selby/Kenna Trump/On-yee 0-4 Robertson/Mink |

## Centenas
Los jugadores consiguieron amasar un total de tres centenas en la fase final del torneo; la más alta, de 134, fue obra de Mark Selby. Se repartieron así:
- 134, 107 — Mark Selby
- 111 — Ronnie O'Sullivan